# Gose

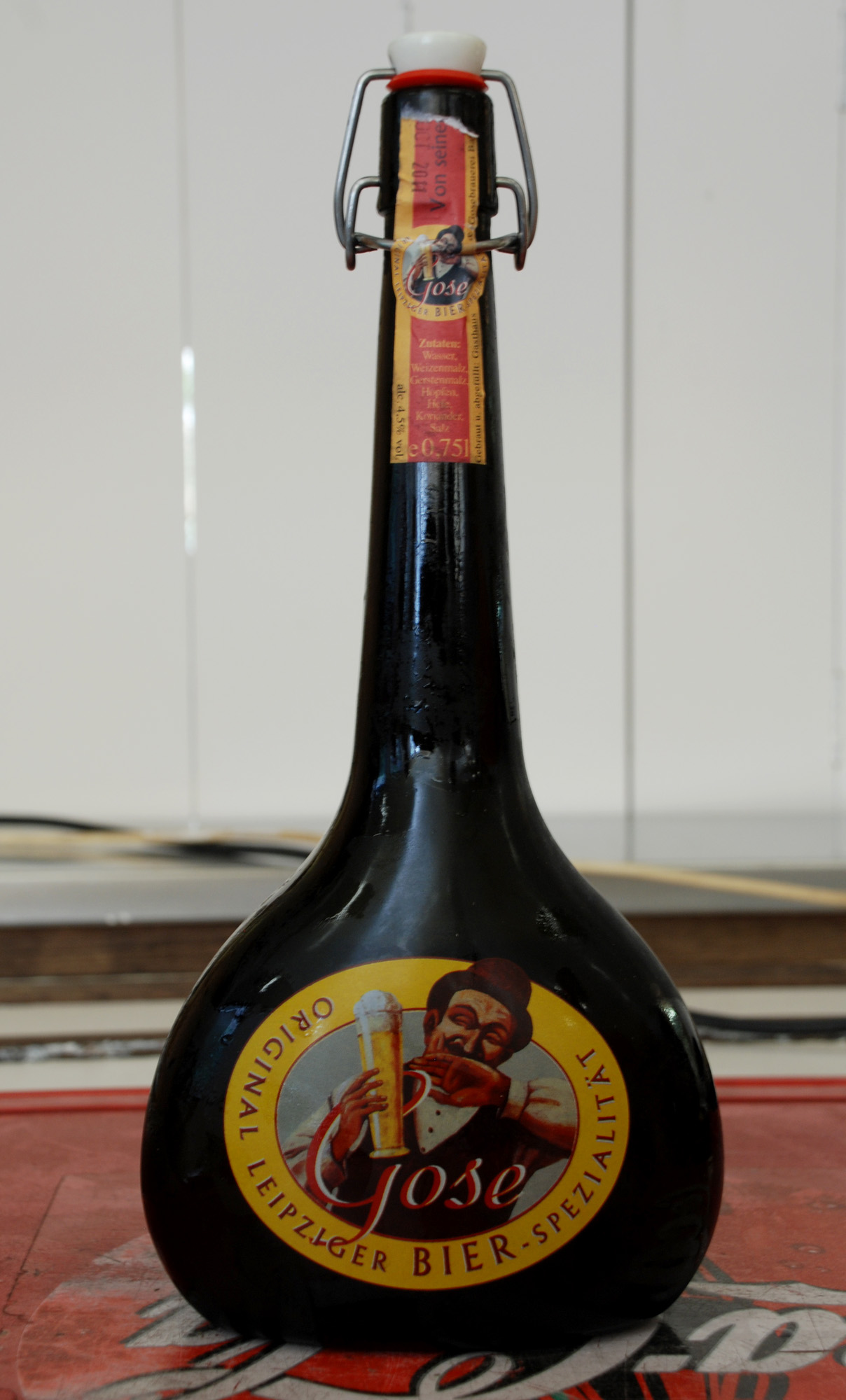
Botella de cerveza gose tradicional producida en Leipzig.

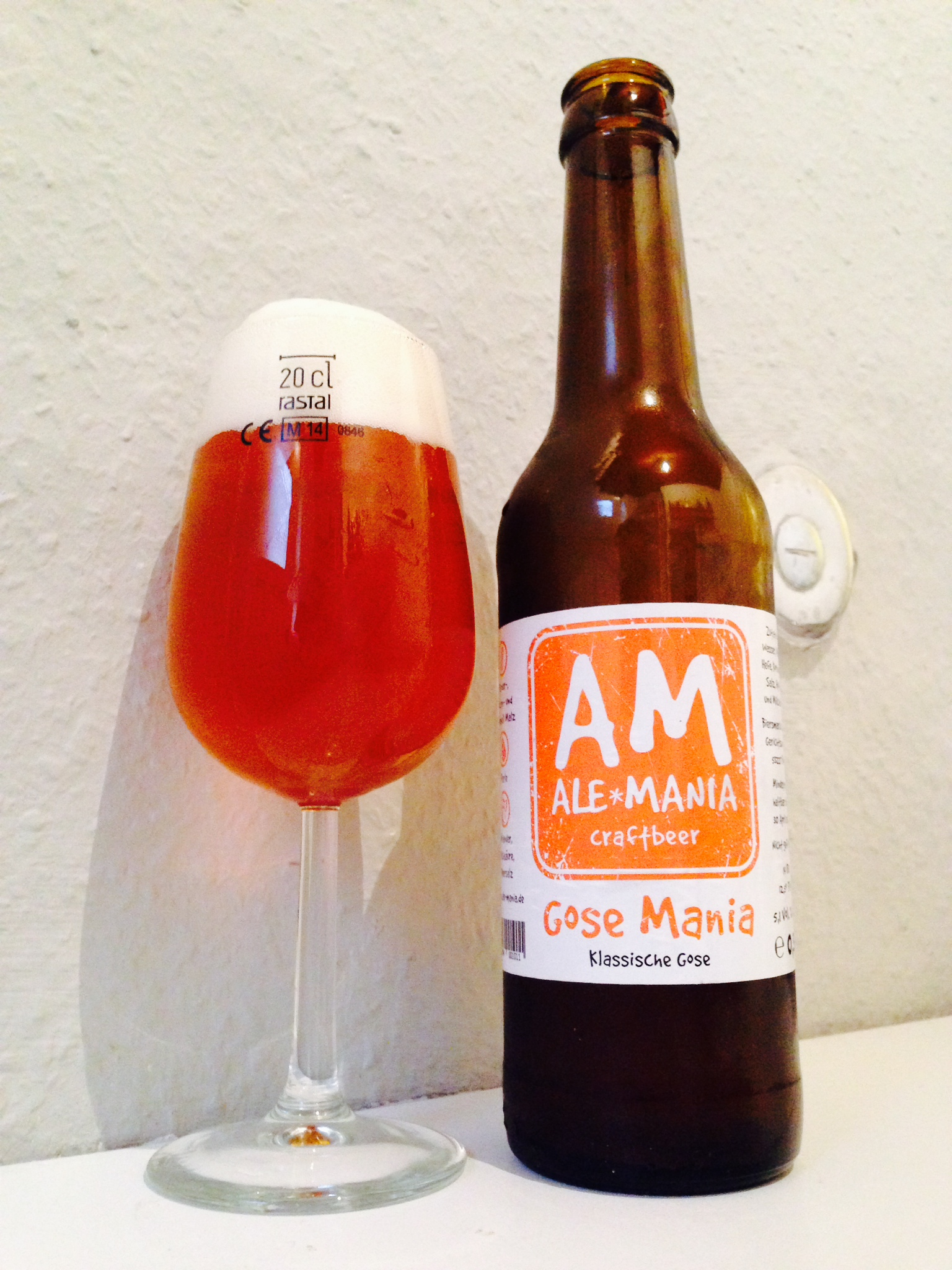
Cerveza gose elaborada en Bonn (2014).

Gose es la receta de una cerveza de fermentación alta originaria de la zona del Harz (comarca de Goslar, Baja Sajonia). La cerveza es muy reconocida en las ciudades de Dessau, Halle y Leipzig. El nombre procede del río Gose que con sus aguas contribuía en la antigüedad a la elaboración de esta cerveza. 

## Características
El sabor es muy similar a la Berliner Weiße con ligeras tonalidades ácidas debidas al uso de bacterias lácticas junto con levadura en la fermentación. No debe confundirse esta cerveza con la Gueuze belga aunque tenga un sabor y nombre similares, es muy posible que la receta de su elaboración sea muy similar. Generalmente se utiliza mitad de malta de cebada y mitad de malta de trigo para elaborar el mosto.
A diferencia de la Berliner, tiene un sabor salado debido al agua usada en su elaboración, aunque también se puede agregar sal para lograr este efecto. Adicionalmente se agregan semillas de cilantro (coriandro) y pequeñas cantidades de lúpulo.

## Historia
Esta variedad se menciona por primera vez el 27 de marzo de 1332 en un documento del Monasterio Ilsenburg, aunque rumores mencionan que Otto III ya gozaba de tal variedad, alrededor del año 1000. En otro documento se escribe que la ciudad de Gosla envía un barril de cerveza Gose a Gerhard von Berg, el obispo de Hildesheim. La cerveza Gose se elabora masivamente desde comienzos del siglo XVIII en la ciudad de Goslar, el nombre procede del río que cruza la ciudad, denominado Gose. A finales del siglo XIX se hizo muy famosa en Leipzig siendo una de las marcas adoptadas desde entonces. Originariamente la receta de elaboración de la cerveza Gose era mediante fermentación espontánea, una descripción de 1740 menciona: "Die Gose stellt sich selber ohne Zutuung Hefe oder Gest" ("La Gose fermenta sin la adición de levadura"). En los 1880s los elaboradores de cerveza empezaron a cambiar la receta con una fermentación alta.

## Literatura
- Otto Kröber: Die Geschichte der Gose und die Chronik der Gosenschänke Leipzig-Eutritzsch. Den „Freunden der Gose“ freundlichst überreicht. Leipzig 1912
- Gose-Häppchen. 12 Kapitel Bier- und Kneipengeschichte. Dargereicht in der Gosenschänke "Ohne Bedenken" zu deren Hundertjahrfeier (1899–1999) ofrecido por la tienda de vinos de Axel Frey y Bernd Weinkauf, Leipzig 1999